# Terminus
『Terminus』（テルミナス）は、GARNET CROWの10枚目のオリジナル・アルバム。

## 解説
オリジナル・アルバムとしては、『メモリーズ』以来、1年3ヶ月ぶりとなる。初回限定盤（CD＋DVD）と通常盤（CDのみ）の2形態での発売。各形態の特典として、初回限定盤にはミュージッククリップを収録したDVDが、通常盤は初回生産分のみフォトブックがそれぞれ付いている。
本作に収録されているシングル及び既発曲は、34枚目のシングル「Nostalgia」1曲のみ、タイアップ曲も同曲のみと既発曲、タイアップ曲数ともにそれまでのオリジナル・アルバムで最も少ない。
本作の発売は、前年の秋に行われたファンクラブ会員限定イベントにて告知され、同年2月にタイトル、収録曲等の詳細が発表された。発売後、本作を引っさげてのライブツアーが行われ、最終日となる3月30日の東京公演で、6月9日のライブをもっての解散を発表した。これにより、本作が最後のオリジナル・アルバムとなった。

## 収録曲

### Disc1 / CD
| 全作詞: AZUKI七、全作曲: 中村由利、全編曲: 古井弘人。 |                        |         |            |      |
| #                                                     | タイトル               | 作詞    | 作曲・編曲 | 時間 |
| 1.                                                    | 「Nostalgia」          | AZUKI七 | 中村由利   | 4:27 |
| 2.                                                    | 「trade」              | AZUKI七 | 中村由利   | 4:40 |
| 3.                                                    | 「Maizy」              | AZUKI七 | 中村由利   | 5:28 |
| 4.                                                    | 「白い空」             | AZUKI七 | 中村由利   | 3:59 |
| 5.                                                    | 「Life goes on!」      | AZUKI七 | 中村由利   | 3:49 |
| 6.                                                    | 「P.S. GIRL」          | AZUKI七 | 中村由利   | 3:27 |
| 7.                                                    | 「海をゆく獅子」       | AZUKI七 | 中村由利   | 4:28 |
| 8.                                                    | 「鏡にみた夢」         | AZUKI七 | 中村由利   | 4:52 |
| 9.                                                    | 「The Someone's Tale」 | AZUKI七 | 中村由利   | 4:01 |
| 10.                                                   | 「closer」             | AZUKI七 | 中村由利   | 4:24 |
| 合計時間:                                             | 合計時間:              | 43:35   |            |      |

### Disc2 / DVD（初回限定盤のみ）
| #  | タイトル                      | 作詞 | 作曲・編曲 |
| -- | ----------------------------- | ---- | ---------- |
| 1. | 「海をゆく獅子」(Music Clips) |      |            |
| 2. | 「making of 海をゆく獅子」    |      |            |
| 3. | 「Nostalgia」(Music Clips)    |      |            |

## 楽曲について
1. Nostalgia
34thシングル。日本テレビ系「ハッピーMusic」2012年9月度エンディングテーマ。